# Rudy Mater
Rudy Mater (Valenciennes, 13 oktober 1980) is een Franse voetballer die als verdediger speelt. Van 2002 tot 2014 kwam hij uit voor de Franse eersteklasser Valenciennes FC. Eerder speelde hij voor AS Cannes. Na een korte periode bij SC Feignies speelt hij sinds 2015 bij R. White Star Bruxelles waarmee hij in 2016 kampioen werd in de Tweede klasse.